# Hunterian Society

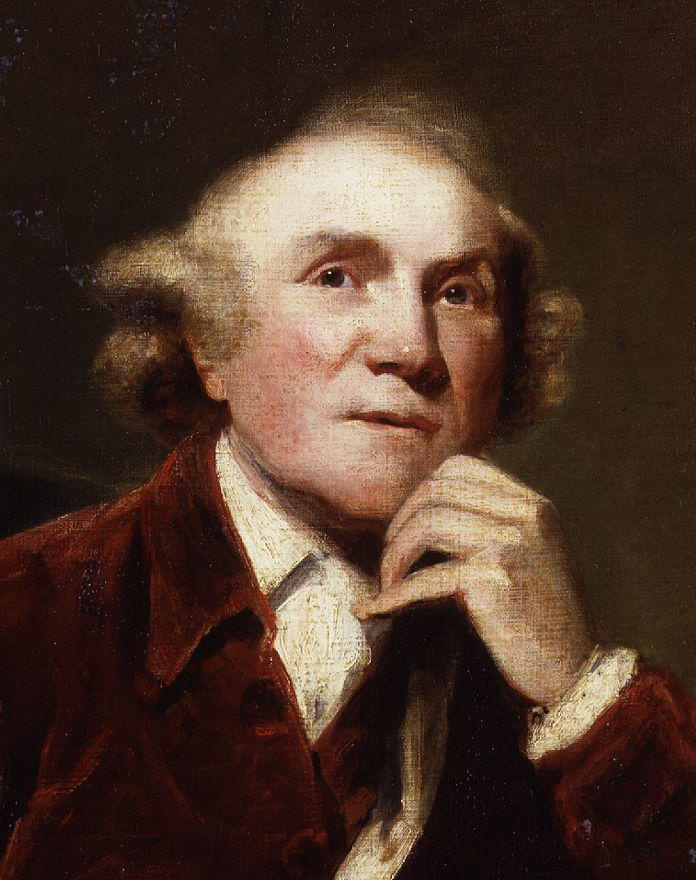
John Hunter

Die Hunterian Society ist eine 1819 zu Ehren des schottischen Chirurgen John Hunter gegründete Londoner Gelehrtengesellschaft für Medizin. Sie dient der Förderung von medizinischen Wissen und Bildung.

## Geschichte
Nachdem viele Chirurgen und Hausärzte sowie die medizinischen Gesellschaften in London vom East End in das West End umgezogen waren, fehlte es den im East End praktizierenden Ärzten an Möglichkeiten zu regelmäßigen Treffen. Besonders betroffen waren die am London Hospital beschäftigten Ärzte, darunter der Chirurg Thomas Jeremiah Armiger. Gemeinsam mit dem Hausarzt William Cooke regte er die Bildung einer neuen Medizinischen Gesellschaft an.
Die am 11. Februar 1819 gegründete Hunterian Society ist nach der Medical Society of London (gegründet 1773) und der Medical and Chirurgical Society of London (gegründet 1805) die drittälteste Medizinische Gesellschaft Londons. Ihr erster Präsident wurde Sir William Blizard (1743–1835). Zu den Gründungsmitgliedern gehörte Thomas Bell. Die Treffen der Gesellschaft fanden jeden zweiten Mittwoch in 10 St Mary-Axe statt.

## Publikationen
- Abstracts of the Transactions of the Hunterian Society (1868–1896)
- Transactions of the Hunterian Society (ab 1868)

## Nachweise
- Hunterian Society In: Philosophical Magazine: A Journal of Theoretical, Experimental and Applied Physics. Taylor & Francis, 1819, S. 291; online
- Michael J. O’Dowd, Elliot Elias Philipp: The History of Obstetrics and Gynaecology. Informa Health Care, 2000, S. 599f., ISBN 1-85070-040-0

## Weiterführende Literatur
- Henry Isaac Fotherby: Scientific Associations, Their Rise, Progress, and Influence, with A History of the Hunterian Society. Bell & Daldy, London 1869
- Richard Palmer, Jean Taylor, David W. Findlay: The Hunterian Society. A Catalogue of It's Records and Collections Relating to John Hunter and the Hunterian Tradition with a History of the Society. Hunterian Society, 1990, ISBN 0-9515710-0-1